# علي شافي
علي حسين شافي لاعب كرة قدم مصري راحل كان يجيد اللعب في خط الوسط.
لعب طوال مسيرته الرياضية في نادي الزمالك.
شارك مع منتخب مصر في بطولة كأس العالم 1934 في إيطاليا حيث خرج من الدور الثمن النهائي.

## وصلات خارجية
- علي شافي على موقع الاتحاد الدولي (مؤرشف)  (الإنجليزية)
- علي شافي على موقع أوليمبيديا (الإنجليزية)
- هذا سيرة ذاتية